# Triggerman
Triggerman (De vinger aan de trekker) is een kort verhaal uit 1957 van de Amerikaanse schrijver J.F. Bone. Het verhaal is in het Nederlands vertaald en in verschillende bundels verschenen.
Het verhaal beschrijft hoe een generaal die de mogelijkheid heeft een nucleaire aanval te bevelen, een kernoorlog voorkomt ondanks een incident dat de spanningen tussen de Verenigde Staten en de Sovjet-Unie op scherp zet. In zekere zin werd hiermee het incident van 26 september 1983 voorspeld, waarbij Stanislav Petrov een kernoorlog wist te voorkomen door het hoofd koel te houden.

## Verhaal
Generaal Alistair French heeft vanuit het 'Centrum', het topgeheime militaire hoofdkwartier van de Verenigde Staten, het opperbevel over de nucleaire strijdkrachten. Hij zit letterlijk acht uur per dag in een afgesloten kamer met zijn vinger aan de rode knop waarmee hij een kernaanval kan bevelen. De Koude Oorlog is op zijn hoogtepunt en om de zoveel tijd test een van de zijden de verdediging van de ander door een raket af te vuren. Komt deze erdoorheen, dan kunnen vele anderen volgen - of niet.
In het hoge noorden, aan de Poollinie, slaat een observatiepost alarm. De Russen vuren weer eens wat af; een projectiel vliegt met hoge snelheid over de post heen. De verdedigingssystemen falen en raketten missen of brengen het projectiel zelfs geen schade toe. Het bereikt ongehinderd Washington D.C. en slaat daar in. De president en meeste hoge bevelhebbers en politici zijn dood.
Ondanks de verwarring en paniek besluit French niet terug te slaan maar te wachten. Er is immers niet met zekerheid bekend dat de Russen dit projectiel inderdaad gelanceerd hebben. Zelfs de vicepresident (inmiddels door de dood van de president zelf president) kan French niet op andere gedachten brengen. De president is razend en belooft French verantwoordelijk te houden voor dit alles en hem na zijn dienst direct te ontslaan. Een verontrustend vooruitzicht, want zijn opvolger Craig zou waarschijnlijk wel op de rode knop drukken als de president hem dat zou vragen.
French vraagt zich af wat zijn evenbeeld in het Russische Centrum zou denken. Is hij voldaan dat hij zo doeltreffend heeft toegeslagen? Of is hij doodsbang voor een vergeldingsaanval? Zou hij eveneens afwachten wat de Amerikanen doen? Of zou hij voor zekerheid meteen toeslaan?
Naarmate de dag vordert blijkt de Sovjet-Unie in alle toonaarden te ontkennen en is bereid VN-waarnemers toe te laten om te laten zien dat ze echt niets gelanceerd hebben. French laat de inslagzone onderzoeken en al snel blijkt dat het geen kernbom kan zijn geweest: er is geen radio-activiteit. Het projectiel is een meteoor geweest. De president en verschillende legerbevelhebbers bieden hun excuses aan terwijl de oorlogsdreiging afneemt en het gezond verstand weer de overhand krijgt.
French voelt een vage sympathie met zijn onzichtbare tegenhanger in het Russische Centrum. De ramp is enorm: Washington in puin en honderdduizenden doden. Maar de ramp had nog vele malen erger kunnen zijn indien French of diens Russische evenbeeld in paniek was geraakt en op de knoppen was gaan drukken.